# Тегістік (Райимбецький район)
Тегісті́к (каз. Тегістік) — село у складі Райимбецького району Алматинської області Казахстану. Адміністративний центр та єдиний населений пункт Тегістіцького сільського округу.
Населення — 1058 осіб (2021; 1493 у 2009, 1435 у 1999, 1703 у 1989).